# Le Pin, Allier
Le Pin är en kommun i departementet Allier i regionen Auvergne-Rhône-Alpes i de centrala delarna av Frankrike. Kommunen ligger  i kantonen Le Donjon som ligger i arrondissementet Vichy. År 2022 hade Le Pin 431 invånare.

## Befolkningsutveckling
Antalet invånare i kommunen Le Pin
Referens: INSEE